# Саїд Аюб
Саїд Мохаммед Аюб (20 листопада 1908, Афганістан) - афганський хокеїст, що представляв Афганістан на літніх Олімпійських іграх 1936.
Півзахисник. Брав участь у змаганнях з хокею на траві.